# Maradi
Maradi város Niger déli részén, az azonos nevű régió székhelye. Lakossága 267 ezer fő volt 2012-ben, mellyel az ország 3. legnagyobb városa. A lakosság legnagyobb része hausza. További fő etnikai csoportok: fulbe, tuareg, joruba, ibo.
Niameytől mintegy 540 km-re keletre fekszik, az 1-es számú főútvonal mentén (Niamey – Dosso – Maradi- Zinder – Diffa – Guigmi).
Kereskedelmi központ. A régió elsősorban földimogyoró termesztéséről ismert.
Főbb látnivalók: a Dan Kasswa-mecset, a Katsinawa tartományi főnök palotája, a központi piac (Grand-Marche) és a Centre Artisanal (hagyományos kézművességi központ).

## Fordítás
- Ez a szócikk részben vagy egészben  a   Maradi, Niger című angol Wikipédia-szócikk fordításán alapul.  Az eredeti cikk szerkesztőit annak laptörténete sorolja fel. Ez a jelzés csupán a megfogalmazás eredetét és a szerzői jogokat jelzi, nem szolgál a cikkben szereplő információk forrásmegjelöléseként.